# Nicole Fässler
Nicole Fässler (* 2. Oktober 1995) ist eine Schweizer Unihockeyspielerin. Sie steht beim Nationalliga-B-Vertreter UH Appenzell unter Vertrag.

## Karriere

### Verein
Fässler begann ihre Karriere beim UH Appenzell und kam dort erstmals in der 1. Liga Grossfeld zum Einsatz.
2015 wechselte sie zu Unihockey Red Lions Frauenfeld in die Nationalliga B. Bereits nach einer Saison gelang ihr mit den Red Lions der Aufstieg in die Nationalliga A. Am 8. Mai 2017 gab der Verein bekannt, dass Fässler weiterhin für die Lions auflaufen wird.
Am 28. März 2018 verkündete der UH Appenzell den Wechsel der ehemaligen Spielerin zurück zu ihrem Stammverein.

### Nationalmannschaft
2013 debütierte Nicole Fässler für die U19-Nationalmannschaft an der Euro Floorball Tour in Schweden. Ein Jahr später, an der U19-Weltmeisterschaft, erzielte sie ihren ersten Treffer und Assist für die Nationalmannschaft.